# Aire urbaine de Thouars
L'aire urbaine de Thouars est une aire urbaine française centrée sur l'unité urbaine de Thouars. Composée de 19 communes des Deux-Sèvres, elle comptait 26 633 habitants en 2013.

## Caractéristiques en 1999
D'après la définition qu'en donne l'INSEE, l'aire urbaine de Thouars est composée de 15 communes, situées dans les Deux-Sèvres. Ses 23 634 habitants font d'elle la 234e aire urbaine de France.
5 communes de l'aire urbaine sont des pôles urbains.
Le tableau suivant détaille la répartition de l'aire urbaine sur le département (les pourcentages s'entendent en proportion du département) :
| Département | Communes | Communes (%) | Superficie (km²) | Superficie (%) | Population (1999) | Population (%) |
| ----------- | -------- | ------------ | ---------------- | -------------- | ----------------- | -------------- |
| Deux-Sèvres | 15       | 4,9          | 233,28           | 3,9            | 23 634            | 6,9            |